# Шумовский, Станислав Антонович
Станислав Антонович Шумовский (1902—1984) — советский физик и педагог, один из основоположников советского авиастроения.
Известен в США как Stan Shumovsky.

## Биография
Родился в 1902 году в польской семье в Житомире Волынской губернии. Мать Амалия Фоминична Каминская (1884—1933), пианистка, отец Адам Викентьевич Шумовский (1873—1928) служил в банке. Старший из трёх братьев; братья: Иосиф Адамович и Теодор Адамович. Юность провёл в Шемахе (Азербайджан), древней столице Ширванского царства, куда его семья переехала в годы Первой мировой войны.
В 1919 году в возрасте 17 лет вступил добровольцем в Красную армию, сменил отчество «Адамович» на «Антонович», а национальность «поляк» — на «украинец». В 1920 году вступил в партию. После окончания Гражданской войны продолжал службу в Красной армии, дослужившись до комбрига авиасоединения.
В конце 20-х годов по путёвке ЦК направлен на учебу на аэромеханический факультет МВТУ, затем в только что построенный МАИ. В 1931 году в составе группы студентов-«парттысячников» отправлен на учебу в США. Любопытно, что в то же время его младший брат Теодор прервал учёбу в горном институте и стал забойщиком угля на знаменитой стахановской шахте.
1931—1935 годы — студент Массачусетского Технологического Института в Бостоне, присвоена степень магистра аэронавтики. По окончании института оставлен в США полномочным представителем Главка авиационной промышленности НАРКОМТЯЖПРОМА. Координатор перелётов в США, в том числе, В. П. Чкалова и М. М. Громова. Летом 1935 года организовал большую поездку А. Н. Туполева по авиационным фирмам США — с подписанием крупных контрактов. Дружил с министром иностранных дел В. М. Молотовым, сопровождал его супругу, прибывшую на лечение в США.
- В 1938 году его брат Теодор студент пятого курса Восточного факультета ЛГУ, арестован по одному делу с Львом Гумилёвым и Николаем Ереховичем. Им приписали руководство молодёжным крылом «партии прогрессистов», антисоветскую агитацию и подготовку покушения на Жданова. Осуждён на 5 лет, отбывал наказание в Воркуте до 1944 года. Причиной заключения Т. А. Шумовского могло послужить публичное выступление в защиту академика И. Ю. Крачковского (1883—1951), которого обвинили в «низкопоклонстве перед Западом». В вину ставилось также то, что Теодор скрыл своё польское происхождение. До 1946 — ссылка.

В 1939 году Станислав Антонович переведён в Москву в ЦАГИ, где создал и возглавил Бюро Новой Техники (БНТ), которое изучало зарубежный опыт авиастроения.
1941—1944 годы — работа в США по получению самолетов и оборудования по Лендлизу.
1944—1953 годы — ЦАГИ, затем становится профессором на кафедре аэродинамики и конструкции самолетов МАТИ.
С 1954 году — проректор по научной и учебной работе МФТИ.
В 1957 году включен в состав Делегации СССР на Генеральной Сессии ЮНЕСКО, а затем его кандидатура предложена на пост заместителя директора ЮНЕСКО. Кандидатура снята после отвода со стороны США: в журнале Look появилась большая статья, освещавшая деятельность Станислава Шумовского, «выходившую за рамки его официальных обязанностей». Однако он начал работать в ЮНЕСКО как глава комитета научно-технической помощи развивающимся странам, а также до последних дней был членом Комиссии СССР по делам ЮНЕСКО.
С начала 60-х годах он стал членом руководящего Совета Международного Института Планирования Образования.
В 1974—1975 годах принял участие в разработке Устава Организации по Безопасности и Сотрудничеству в Европе. Около двух лет работал в Женеве в группе международных экспертов в области гуманитарного и научно-технического сотрудничества.
Портрет С. А. Шумовского помещен в «Галерею славы» Мемориального музея Службы внешней разведки в Ясенево.
Похоронен на Ваганьковском кладбище.

## Награды
- орден Отечественной войны 1-й степени (16.09.1945)
- медали